# SZA
Solána Imani Rowe (n. 8 noiembrie 1989, Saint Louis, Missouri, SUA), cunoscută pe plan profesional ca SZA ( /ˈsɪzə/ SIZ-ə ), este o cântăreață, rapperiță și compozitoare americană. A devenit cunoscută pentru prima dată prin EP-urile sale lansate de ea însăși, See.SZA.⁠(d)Run RunAl treilea ei EP, Z (2014), a fost primul său proiect muzical care a ajuns în top 10 albume ale unui artist independent din SUA.
După ce a semnat un contract de înregistrare comun cu RCA Records, SZA și-a lansat albumul de studio de debut, Ctrl (2017). Albumul a obținut patru nominalizări la premiile Grammy și a devenit al doilea cel mai bine poziționat album R&B al unei artiste de sex feminin în topul Billboard 200. În anul următor, SZA a fost nominalizată la Globul de Aur și la Premiile Oscar pentru cea mai bună melodie originală prin colaborarea ei cu Kendrick Lamar la single-ul, „All the Stars”. SZA a fost prezentă și în piesa „Kiss Me More” de la Doja Cat, piesă ce le-a adus celor două interprete premiul Grammy pentru cel mai bun duo pop/performanță de grup.
Cel de-al doilea album al lui SZA, SOS (2022), s-a situat timp de zece săptămâni la vârful topului Billboard 200 și a doborât recordul pentru cel mai mare număr de stream-uri pentru un album R&B într-o singură săptămână, fiind susținut pe pozițiile fruntașe de șase single-uri, inclusiv primele zece piese „Good Days”, „I Hate U”, „Nobody Gets Me” și „Snooze”, SZA a câștigat primul ei Number 1 în Billboard Hot 100 cu „Kill Bill” în 2023. Mai târziu, ea a câștigat cel de-al doilea single al anului cu apariția ei în piesa lui Drake, „Slime You Out”.
SZA a primit mai multe premii în cariera ei, inclusiv patru premii Grammy, un Brit Award, un American Music Award, un Guild of Music Supervisors Award și două premii Billboard Women in Music (inclusiv Femeia Anului). În calitate de compozitoare, ea a compus cântece pentru Rihanna, Travis Scott, Beyoncé sau Nicki Minaj. În 2024, a fost onorată cu Hal David Starlight Award de la Songwriters Hall of Fame.